# Live at the Aladdin Las Vegas
Live at the Aladdin Las Vegas è un film direct-to-video di Prince in concerto all'Aladdin Theatre for the Performing Arts, è uscito il 19 agosto 2003. Il concerto è stato registrato il 12 dicembre 2002, e dispone di diverse importanti cover, un brano inedito e tocca su alcuni dei suoi arretrati di materiale raramente eseguito. Ospiti speciali inclusi ex soci della band, Eric Leeds e Sheila E., leggende funk Maceo Parker e Greg Boyer, così come Nikka Costa. Il soundcheck contiene un estratto di "The Rainbow Children" dall'album omonimo e "Nagoya" di C-Note.

## Lista tracce
1. Intro / Soundcheck
2. "Pop Life"
3. "Money Don't Matter 2 Night" / "The Work"
4. "Push and Pull" (con Nikka Costa)
5. "1+1+1=3" (incl. "Love Rollercoaster" / "Housequake")
6. "Strollin'" / "U Want Me" (inedito)
7. "Gotta Broken Heart Again"
8. "Strange Relationship"
9. "Pass the Peas"
10. "Whole Lotta Love"
11. "Family Name"
12. "Take Me With U"
13. "The Everlasting Now"
14. "Sometimes It Snows In April"

Clip bonus: "The Ride"

## Musicisti
- Prince: voce e chitarra
- Rhonda Smith: Basso e voce
- Renato Neto: Tasti e più chiavi
- John Blackwell: Batteria
- Maceo Parker: Sassofono contralto
- Eric Leeds: Sassofono tenore
- Greg Boyer: Trombone

## Ospiti speciali
- Sheila E.: Percussioni e voce
- Nikka Costa: Voce
- DJ Dudley D: Giradischi